# Locmaria-Grand-Champ
Pour les articles homonymes, voir Locmaria (homonymie).
Locmaria-Grand-Champ [lɔk maʁja gʁɑ̃ ʃɑ̃] est une commune française, située dans le département du Morbihan en région Bretagne.

## Toponymie
Le nom de la localité est mentionné sous les formes tardives Locmaria 1553 ; Locmaria en 1889 ; Locmaria-Grand-Champ en 1892.
Lokmaria-Gregam en breton.
Du breton lok qui signifie lieu saint et de Maria, « lieu dédié à Marie ».

## Géographie

### Situation
|             | Colpo                |            |
| Grand-Champ | Locmaria-Grand-Champ | Locqueltas |
|             | Meucon               |            |

La commune de Locmaria-Grand-Champ fait partie du canton de Grand-Champ. Située à 12 km au nord de Vannes, elle dépend de l'arrondissement de Vannes, du département du Morbihan, de la région Bretagne.

### Hydrographie
Pour un article plus général, voir Réseau hydrographique du Morbihan.
La commune est située dans le bassin Loire-Bretagne. Elle est drainée par l'Auray, le Camzon, le ruisseau de Camzon, le ruisseau de Rodulé et divers autres petits cours d'eau,.
L'Auray, d'une longueur de 56 km, prend sa source dans la commune de Plaudren et se jette  dans la baie de Quiberon en limite de Locmariaquer et de Baden, après avoir traversé dix communes. 

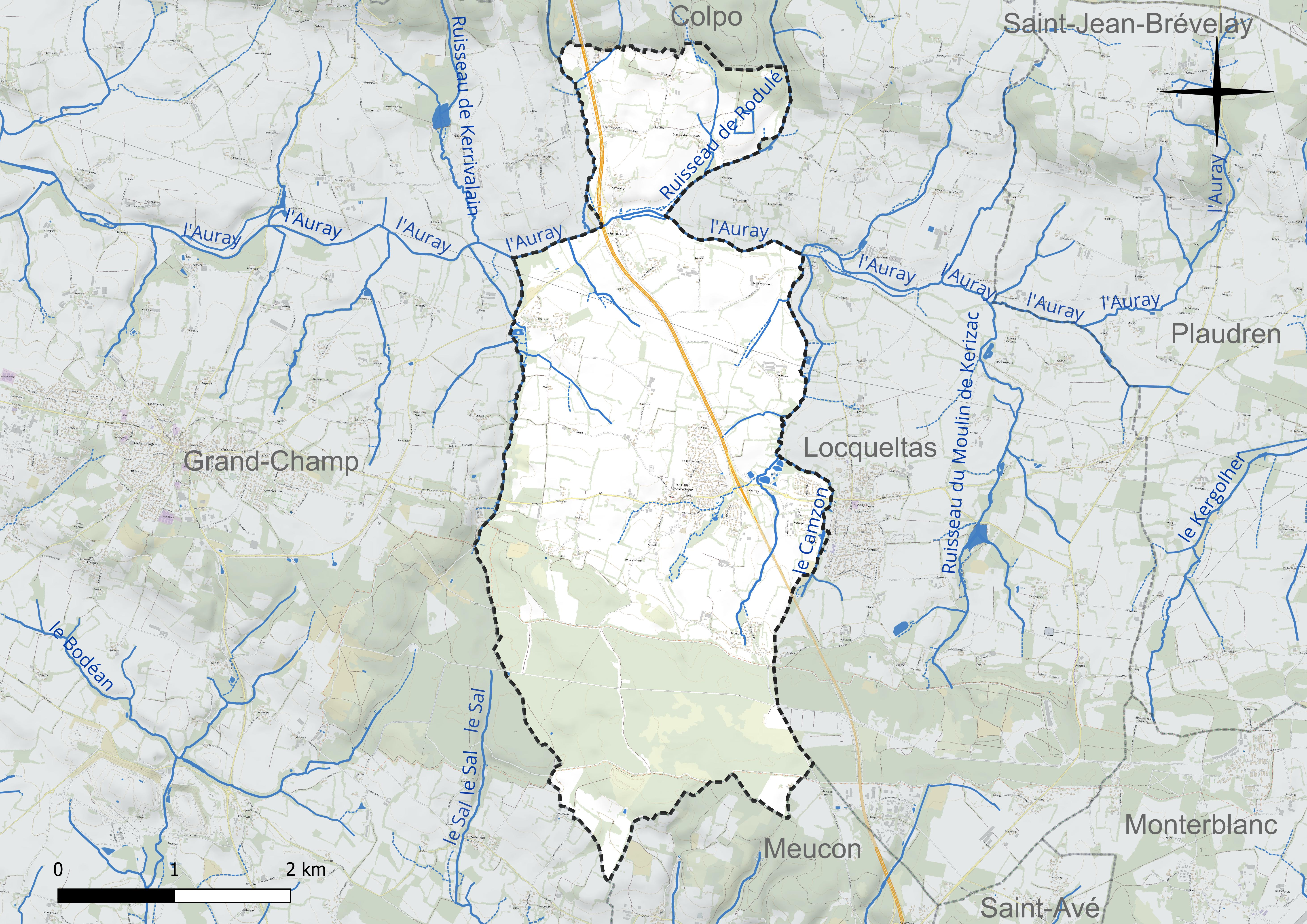
Réseau hydrographique de Locmaria-Grand-Champ.

### Climat
Pour des articles plus généraux, voir Climat de la Bretagne et Climat du Morbihan.
En 2010, le climat de la commune est de type climat océanique franc, selon une étude du CNRS s'appuyant sur une série de données couvrant la période 1971-2000. En 2020, Météo-France publie une typologie des climats de la France métropolitaine dans laquelle la commune est exposée à un climat océanique et est dans la région climatique  Bretagne orientale et méridionale, Pays nantais, Vendée, caractérisée par une faible pluviométrie en été et une bonne insolation. Parallèlement l'observatoire de l'environnement en Bretagne publie en 2020 un zonage climatique de la région Bretagne, s'appuyant sur des données de Météo-France de 2009. La commune est, selon ce zonage, dans la zone « Intérieur », exposée à un climat médian, à dominante océanique.  
Pour la période 1971-2000, la température annuelle moyenne est de 11,6 °C, avec une amplitude thermique annuelle de 11,9 °C. Le cumul annuel moyen de précipitations est de 902 mm, avec 13,9 jours de précipitations en janvier et 6,7 jours en juillet. Pour la période 1991-2020, la température moyenne annuelle observée sur la station météorologique la plus proche, située sur la commune de Saint-Avé à 9 km à vol d'oiseau, est de 12,9 °C et le cumul annuel moyen de précipitations est de 1 034,4 mm,. Pour l'avenir, les paramètres climatiques de la commune estimés pour 2050 selon différents scénarios d'émission de gaz à effet de serre sont consultables sur un site dédié publié par Météo-France en novembre 2022.

## Urbanisme

### Typologie
Au 1er janvier 2024, Locmaria-Grand-Champ est catégorisée bourg rural, selon la nouvelle grille communale de densité à sept niveaux définie par l'Insee en 2022.
Elle appartient à l'unité urbaine de Locqueltas, une agglomération intra-départementale regroupant deux  communes, dont elle est une commune de la banlieue,,. Par ailleurs la commune fait partie de l'aire d'attraction de Vannes, dont elle est une commune de la couronne,. Cette aire, qui regroupe 47 communes, est catégorisée dans les aires de 50 000 à moins de 200 000 habitants,.

### Occupation des sols
L'occupation des sols de la commune, telle qu'elle ressort de la base de données européenne d’occupation biophysique des sols Corine Land Cover (CLC), est marquée par l'importance des territoires agricoles (67,8 % en 2018), en diminution par rapport à 1990 (69,7 %). La répartition détaillée en 2018 est la suivante : 
terres arables (30,2 %), zones agricoles hétérogènes (29,4 %), forêts (27,3 %), prairies (8,1 %), zones urbanisées (5 %). L'évolution de l’occupation des sols de la commune et de ses infrastructures peut être observée sur les différentes représentations cartographiques du territoire : la carte de Cassini (XVIIIe siècle), la carte d'état-major (1820-1866) et les cartes ou photos aériennes de l'IGN pour la période actuelle (1950 à aujourd'hui).

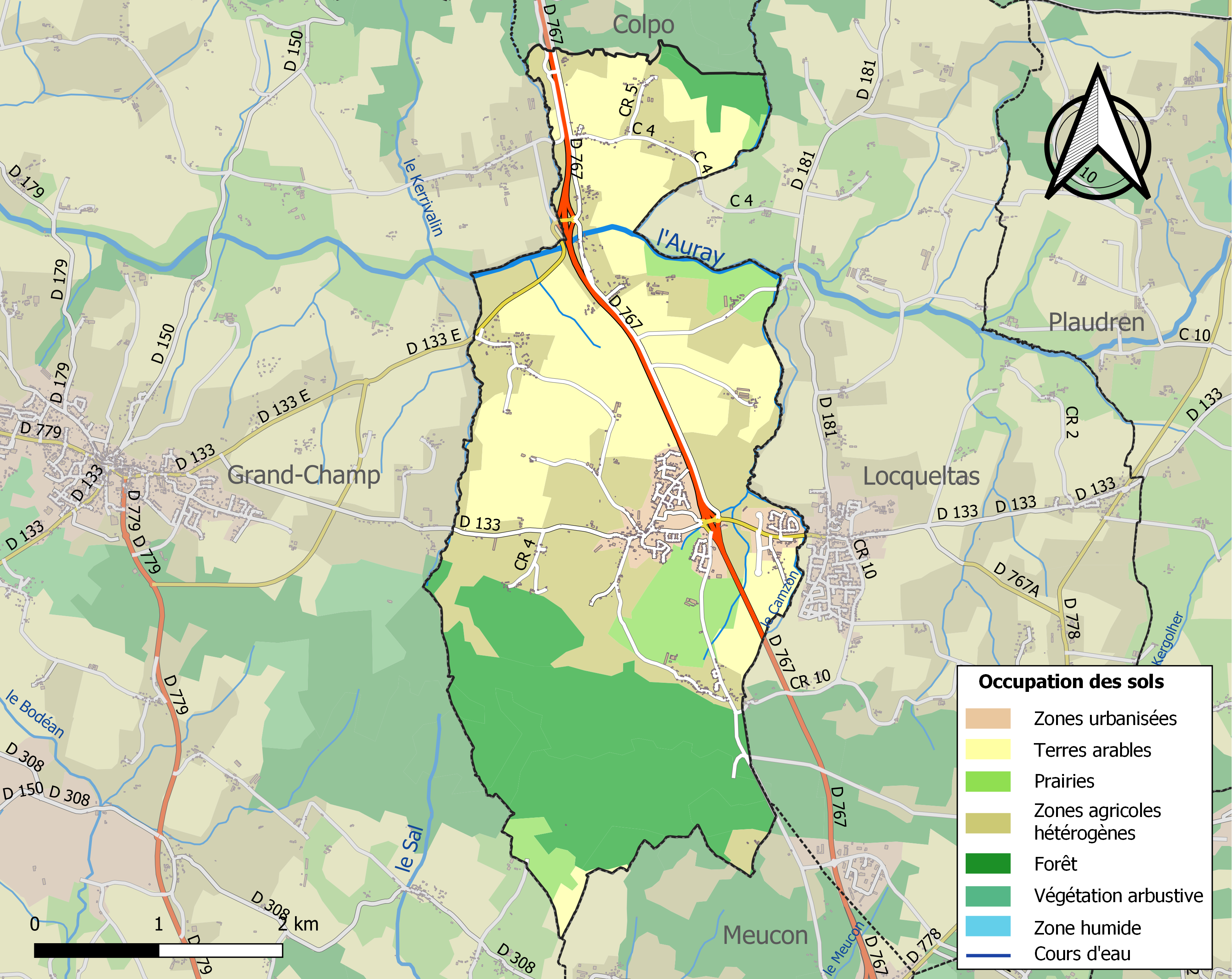
Carte des infrastructures et de l'occupation des sols de la commune en 2018 (CLC).

## Histoire

### Révolution française
Des concentrations de chouans eurent lieu en 1799 dans toute la région :  à Languidic dans le village de Kergohan ; une grande cache souterraine fut pratiquée au milieu du bois taillis de Kerallan, près du hameau du même nom ; un autre repaire des chouans se trouvait à 250 mètres à l'ouest du bourg de Sainte-Hélène, dans le hameau de Pen-er-Lan : là aussi il y aurait eu dépôt d'armes et d'habillements ; des chouans se cachaient aussi dans le hameau de Kerroué, à 400 mètres à l'est du bourg de Sainte-Hélène. Les jeunes gens enrôlés par les Chouans, notamment par Le Lan de Kervignac « qui a égorgé les patriotes de Nostang, grand égorgeur et embaucheur depuis longtemps et d'autres sclérérats de sa trempe » affluaient dans l'un ou l'autre de ces trois villages. Une fois équipés et armés, on les conduisait dans une grande lande entre Pluvigner et Grandchamp, près du hameau de Kerhuitton [probablement Kervranton].

### LeXIXesiècle
Bonaparte, alors Premier Consul, demande le 15 prairial an XI (4 juin 1803 à son ministre de la justice Régnier de demander des renseignements sur les maires et curés de Locmaria et des communes voisines, « ainsi que sur la situation de l'esprit public de ces communes et ceux des habitants qui pourraient être soupçonnés » de correspondre avec Georges Cadoudal.
Érigée en commune le 14 décembre 1889, Locmaria-Grand-Champ s'étend sur 1 406 hectares. Ses habitants, les Locmariennes et les Locmariens, sont aujourd'hui au nombre de 1 499 (recensement 2012).

### LeXXesiècle

#### La Belle Époque
Un décret du Président de la République en date du 14 juin 1911 attribue, à défaut de bureau de bienfaisance, les biens ayant appartenu à la fabrique de Locmaria-Grand-Champ et actuellement placés sous séquestre à la commune de Locmaria-Grand-Champ.

## Politique et administration
| Période                                  | Période   | Identité        | Étiquette | Qualité |
| ---------------------------------------- | --------- | --------------- | --------- | ------- |
| mars 1977                                | mars 2008 | Yves Lecoq      | DVG       |         |
| mars 2008 Réélue en 2014 et 2020         | En cours  | Martine Lohezic |           |         |
| Les données manquantes sont à compléter. |           |                 |           |         |

## Démographie
L'évolution du nombre d'habitants est connue à travers les recensements de la population effectués dans la commune depuis 1891. Pour les communes de moins de 10 000 habitants, une enquête de recensement portant sur toute la population est réalisée tous les cinq ans, les populations de référence des années intermédiaires étant quant à elles estimées par interpolation ou extrapolation. Pour la commune, le premier recensement exhaustif entrant dans le cadre du nouveau dispositif a été réalisé en 2004.

En 2022, la commune comptait 1 825 habitants, en évolution de +6,98 % par rapport à 2016 (Morbihan : +3,82 %, France hors Mayotte : +2,11 %).
| 1891 | 1896 | 1901 | 1906 | 1911 | 1921 | 1926 | 1931 | 1936 |
| ---- | ---- | ---- | ---- | ---- | ---- | ---- | ---- | ---- |
| 604  | 636  | 635  | 582  | 588  | 607  | 573  | 607  | 560  |

| 1946 | 1954 | 1962 | 1968 | 1975 | 1982 | 1990 | 1999 | 2004 |
| ---- | ---- | ---- | ---- | ---- | ---- | ---- | ---- | ---- |
| 536  | 485  | 422  | 480  | 451  | 573  | 615  | 733  | 906  |

| 2006 | 2009  | 2014  | 2019  | 2022  | - | - | - | - |
| ---- | ----- | ----- | ----- | ----- | - | - | - | - |
| 925  | 1 252 | 1 600 | 1 708 | 1 825 | - | - | - | - |

## Culture et patrimoine

### Lieux et monuments
- Château de Coët-Candec. Koad-kann deg signifie en breton « où il y a une dizaine de bois blanc » ;
- Manoir de Kerhervé, les vestiges sont inscrits à l'inventaire général du patrimoine culturel[29] ;
- Fontaine Saint-Eloi ;
- Église Notre-Dame ;
- Monument du Pont du Loc'h.

### Héraldique
|  | Les armoiries de Locmaria-Grand-Champ se blasonnent ainsi : D’or au cerf passant de gueules, au chef d’hermine. |